# Koppelteken in samenkoppelingen
Een samenkoppeling is een vaste woordcombinatie, dermate gefixeerd dat er koppeltekens in voorkomen. Is zo'n gefixeerde woordcombinatie echter duidelijk uitheems (herkenbaar afkomstig uit het Engels of uit andere vreemde talen), dan ontbreekt het koppelteken nogal eens.

## Inheems: samenkoppeling
Soms bevriest een woordgroep tot een vaste uitdrukking, waarmee we zo vertrouwd zijn dat zij bijna één woord is geworden:
- het staakt-het-vuren
- vergeet-mij-niet
- doe-het-zelf
- heen-en-weer.

Dit wordt een samenkoppeling genoemd. Een samenkoppeling wordt geschreven met koppeltekens, als zij is opgebouwd uit inheemse elementen, zoals in de voorbeelden hierboven.

### Inheems: samenkoppeling in samenstelling en afleiding
Zo'n samenkoppeling is een taalbouwsel: taalelementen zijn erin samengevoegd tot een groter geheel. Maar taalbouwsels hebben de eigenschap dat ze verder uitgebouwd kunnen worden. Zo kan met een samenkoppelingen ook samenstellingen en afleidingen vormen.
De koppeltekens blijven in de samenkoppeling dan behouden. Verder gedraagt de nieuwe samenstelling zich zoals iedere andere samenstelling, en gedraagt de nieuwe afleiding zich als iedere andere afleiding. In de regel zal daardoor het nieuw toegevoegde woorddeel aan de samenkoppeling worden vastgeschreven.
Voorbeelden van samenkoppelingen in samenstellingen:
- doe-het-zelfwinkel
- heen-en-weergepraat.

Voorbeelden van samenkoppelingen in afleidingen:
- doe-het-zelver
- vergeet-mij-nietjes
- geheen-en-weer.

### Inheems: bijzondere gevallen
In:
- Dat weet ik niet zo een-twee-drie
- Het doelpunt was het gevolg van een-tweetje tussen Deprex en García

valt van de eerste samenkoppeling (een-twee-drie) geen afleiding te vormen, terwijl de tweede (een-tweetje) juist alleen als afleiding (verkleinwoord) voorkomt.

## Engels

### Engels: woordcombinaties
Groepen woorden die in hun geheel het Engels zijn ontleend, kunnen het beste worden opgezocht in de Woordenlijst Nederlandse taal (het Groene boekje). Zij zijn talrijk en worden door de officiële spelling op heel verschillende wijzen opgevat:
- als samenstelling, en dan worden zij doorgaans aaneengeschreven: download
- als samenkoppeling, en dan krijgen zij een koppelteken: Dow-Jones
- als woordgroep, en in dat geval schrijven wij ze los: second opinion.

Waarin het verschil precies gelegen is, valt soms moeilijk te beredeneren.

### Engels: samenkoppeling
Aangezien er een apart artikel is gewijd aan het koppelteken dat soms in samenstellingen nodig is (Koppelteken in samenstellingen), komt hier alleen het koppelteken in samenkoppelingen voor bespreking in aanmerking. Voor zover er regels te geven zijn, betreffen die in hoofdzaak drie gevallen:
- gelijkwaardige elementen
- no- en non-
- voorzetselbijwoord.

#### Gelijkwaardige elementen
Sommige combinaties geven aan dat een zaak twee componenten bevat, die min of meer gelijkwaardig zijn.
- whisky-soda: er gaat zowel whisky als soda in, twee gelijkwaardige ingrediënten dus.
- Dow-Jones: genoemd naar twee onderscheiden personen.

De gelijkwaardigheid van de delen kan worden aangegeven door and:
- cash-and-carry: men betaalt in cash om dan het artikel direct mee te nemen (carry).
- rock-'n-roll: men doet zowel het een als het ander.

Daarentegen is er geen gelijkwaardigheid in de volgende combinaties.
- whiskygrog: niet én grog én whisky, maar een grog op basis van whisky.
- cashflow: een bepaald sóórt flow ("kasstroom").

#### No- en non-
Begint de combinatie van Engelse woorden met no- of non-, dan schrijven we een koppelteken:
- no-nonsense
- non-stop.

#### Voorzetselbijwoord
Eindigt een combinatie van Engelse woorden op een voorzetselbijwoord, dan gaat daaraan een koppelteken vooraf. Een voorzetselbijwoord is een voorzetsel (in, on, out) dat bijwoordelijk is gebruikt: veelal doordat het bij een werkwoord hoort.
- fall-out
- opt-in
- stand-by.

Op deze regel noemt de Leidraad (de inleiding) tot het Groene boekje enkele uitzonderingen: het is breakdown, countdown, feedback, playback en pullover. Blijkbaar is deze lijst niet uitputtend, want het lexicon (de eigenlijke woordenlijst) geeft nog meltdown, alsook de samenstelling dropdownmenu.

### Engels: samenkoppeling in samenstelling en afleiding
Indien in een Engelse groep woorden een koppelteken staat, zoals hierboven beschreven, dan blijft dat koppelteken gehandhaafd als we de groep uitbouwen tot een groter taalbouwsel.
Voorbeelden van samenstellingen:
- whisky-sodabereiding
- Dow-Jonesindex.

Dezelfde structuur gebruiken we voor een samenstelling die rechtstreeks uit het Engels komt, of waarvan de componenten in het Nederlands niet apart vóórkomen:
- no-goarea
- carry-onbagage
- stand-upcomedian
- win-winsituatie.

Voorbeelden van afleidingen:
- een whisky-sodaatje
- back-uppen.

### Engels: bijzondere gevallen
De Woordenlijst schrijft nog voor dat er géén koppelteken komt bij (bijna-)verdubbeling: zulke combinaties schrijven we aaneen.
- fiftyfifty
- walkietalkie.

Combinaties die in het Engels vaak koppeltekens hebben, krijgen die ook in het Nederlands.
Het verdient aanbeveling zulke woorden op te zoeken. Het gebruik in het Engels vertoont namelijk veel variatie. En wanneer iets bijna-verdubbeling is en wanneer niet, kan aan discussie onderhevig zijn.

## Andere talen

### Andere talen: samenkoppeling
Ook samenkoppelingen die in hun geheel aan andere talen zijn ontleend, kunnen het beste worden opgezocht in de Woordenlijst Nederlandse taal (het Groene boekje). Zij worden namelijk geschreven zoals in de oorspronkelijke taal: in sommige gevallen los, in andere met koppelteken(s):
- haute couture
- eau de cologne
- vis-à-vis
- deux-chevaux
- nasi rames
- ad hoc
- ad interim.

### Andere talen: samenkoppeling in samenstelling en afleiding
Maar ook nu weer kunnen we van de uitheemse samenkoppeling grotere taalbouwsels vormen, zowel samenstellingen als afleidingen.
Bij een samenstelling wordt dan tussen de delen van de oorspronkelijke samenkoppeling een koppelteken geplaatst, ook als dat er eerst niet stond:
- haute-coutureontwerper
- eau-de-colognefles
- nasi-ramesingrediënten
- ad-hocoplossing
- ad-interimbenoeming.

Bij deux-chevaux verandert er niets. Dat had immers al een koppelteken, en behoudt het:
- deux-chevauxgarage.

Een afleiding zal meestal een verkleinwoord zijn, en een achtervoegsel zoals -tje, -je wordt aan de samenkoppeling vastgeschreven:
- deux-chevauxtje.

Uit voorbeelden in de Woordenlijst blijkt dat de spaties in afleidingen behouden blijven:
- eau de toiletteje.